# 日本災害復興学会
日本災害復興学会（にほんさいがいふっこうがっかい、英文名：Japan Society for Disaster Recovery and Revitalization、略称：JSDRR）は、「災害復興学」の研究に関する学術学会。
2008年（平成20年）1月13日に発足し、事務所は関西学院大学災害復興制度研究所内（兵庫県西宮市上ケ原一番町1-155）に設置されている。

## 沿革
- 2008年（平成20年）1月13日：発足記念大会（於関西学院会館レセプションホール）
- 2008年（平成20年）1月14日：復興デザイン研究会総会＆被災地交流集会、日本災害復興学会記念シンポジウム

## 組織
- 事務局
- 執行機関
  - 組織連携委員会
  - 大会・企画委員会
  - 学会誌編集委員会
  - 広報・デジタル委員会
- 研究組織
  - 復興デザイン研究会
  - 復興制度研究会
  - 被災地プレス会議（復興報道研究会）